# Do You See Me?
Albums de Alyssa Milano
Locked Inside a Dream The Very Best of Alyssa Milano
Do You See Me? est le titre du cinquième et dernier album d'Alyssa Milano sorti le 18 septembre 1992.

## Les chansons
| No | Titre                 | Auteur                               | Durée |
| -- | --------------------- | ------------------------------------ | ----- |
| 1. | Do You See Me?        | Tom Milano, Charles M. Inouye        | 4:43  |
| 2. | Talk To Me            | Jamey Jaz, Ren Toppano               | 3:41  |
| 3. | One Last Dance        | Jamey Jaz, Ren Toppano, Viqui Denman | 4:53  |
| 4. | Puppet On A String    | Jamey Jaz, Ren Toppano               | 5:02  |
| 5. | Somewhere In Jamaica  | Jamey Jaz, Ren Toppano               | 4:30  |
| 6. | Waiting For Your Love | Tom Milano, Charles M. Inouye        | 4:34  |
| 7. | If Only               | Jamey Jaz, Ren Toppano               | 3:44  |
| 8. | Everything You Do     | Tom Milano, Charles M. Inouye        | 3:58  |

## Les singles
| #  | Titre            | B-Side    | Format | Date |
| -- | ---------------- | --------- | ------ | ---- |
| 1. | "Do You See Me?" | "If Only" | 3" CD  | 1992 |